# Puig Sec
Puig Sec är en bergstopp i Spanien.   Den ligger i provinsen Província de Girona och regionen Katalonien, i den nordöstra delen av landet, 600 km öster om huvudstaden Madrid. Toppen på Puig Sec är 2 665 meter över havet, eller 87 meter över den omgivande terrängen. Bredden vid basen är 0,57 km.
Terrängen runt Puig Sec är huvudsakligen bergig, men den allra närmaste omgivningen är kuperad. Runt Puig Sec är det mycket glesbefolkat, med 6 invånare per kvadratkilometer. Närmaste större samhälle är Molló, 18,8 km söder om Puig Sec. I omgivningarna runt Puig Sec växer i huvudsak blandskog.